# Glenognatha iviei
Glenognatha iviei là một loài nhện trong họ Tetragnathidae.
Loài này thuộc chi Glenognatha. Glenognatha iviei được Herbert W. Levi miêu tả năm 1980.